# Voix de la Grèce

La Voix de la Grèce (en grec : Η Φωνή της Ελλάδας), connue aussi sous le nom de ERA 5 est le service international de la radio d'État grecque, diffusée sur ondes courtes et par satellite.

## Histoire
La première radio d'État grecque, Radio Athènes (Ραδιοφωνικός Σταθμός Αθηνών), fut inaugurée au printemps 1938.
Le premier essai afin d'établir une radio émettant en ondes courtes intervint juste après le début de la guerre italo-grecque en octobre 1940. Les programmes de Radio Athènes furent diffusés à partir d'un petit émetteur à destination du front et des Balkans. Après la Seconde Guerre mondiale, en 1947, des programmes sont diffusés vers Chypre, l'Égypte, les Balkans et l'Union soviétique, et quatre transmissions sont effectuées pour les marins grecs. Les bulletins d'informations sont alors diffusés en 12 langues (arabe, allemand, russe, espagnol, roumain, turc, serbo-croate, bulgare, albanais, français, polonais et anglais).
L'installation d'émetteurs à Aulis en 1972, permet la diffusion vers les cinq continents.
Après la chute de la dictature des colonels en 1975, le programme devient la voix de la Grèce. De nos jours, le programme fait partie de l'ERT (Ellinikí Radiofonía Tileórasi) et est appelé ER 5 - la voix de la Grèce